# Liste der Baudenkmale in Levin
Die Liste der Baudenkmale in Levin umfasst alle vom New Zealand Historic Places Trust (NZHPT) als „Historic Place“ oder „Historic Area“ eingestuften Baudenkmale und Flächendenkmale der neuseeländischen Ortschaft Levin. Die Angaben stammen aus dem Register des NZHPT. Die Bezeichnungen der Baudenkmale orientieren sich an diesem Register. In die Liste werden auch bekannte Wahi Tapu (Area), kulturell und religiös bedeutsame Stätten und Gebiete der Māori, aufgenommen. Sie werden jedoch meist nicht publiziert.

| Bild | Bezeichnung                      | Ort   | Anschrift                                        | Beschreibung                        | Bauzeit   | Eintrag           | Nummer | Kat. |
| --- | -------------------------------- | ----- | ------------------------------------------------ | ----------------------------------- | --------- | ----------------- | ------ | ---- |
| BW | Weraroa State Farm               | Levin | Hokio Beach Road und 29, 65 CD Farm Road Karte   | Staatsgut                           | 1918 (ab) | 23. Juni 2011     | 9494   | 1    |
| BW | Bank of Australasia (Former)     | Levin | 28 Queen Street West und 1 Bristol Street Karte  | Bankfiliale, ehemalige              | 1905      | 5. September 1985 | 4076   | 2    |
| BW | Horowhenua College Main Building | Levin | Weraroa Road Karte                               | Hauptgebäude des Horowhenua College | n.a.      | 5. September 1985 | 4078   | 2    |
| [[Vorlage:Bilderwunsch/code!/C:-40.5511333,175.2892276!/D:House [Relocated], 947 Koputaroa Road, ehemals 41 Bath Street!/\|BW]] | House [Relocated]                | Levin | 947 Koputaroa Road, ehemals 41 Bath Street Karte | Wohnhaus                            | n.a.      | 5. September 1985 | 4079   | 2    |
| BW | House                            | Levin | 51 Bath Street Karte                             | Wohnhaus                            | n.a.      | 5. September 1985 | 4080   | 2    |
| BW | House (Railway)                  | Levin | 29 Keepa Street, Railway No. A 850 11/80 Karte   | Eisenbahnerwohnhaus                 | n.a.      | 5. September 1985 | 4081   | 2    |
| BW | House (Railway)                  | Levin | 31 Keepa Street, Railway No. A 851 8/80 Karte    | Eisenbahnerwohnhaus                 | n.a.      | 5. September 1985 | 4082   | 2    |
| BW | House                            | Levin | 4 Kent Street Karte                              | Wohnhaus                            | n.a.      | 5. September 1985 | 4083   | 2    |
| BW | House                            | Levin | 8 Roslyn Road Karte                              | Wohnhaus                            | n.a.      | 5. September 1985 | 4084   | 2    |
| BW | House                            | Levin | 1 Victoria Street Karte                          | Wohnhaus                            | n.a.      | 5. September 1985 | 4086   | 2    |
| BW | House                            | Levin | 120A Weraroa Road Karte                          | Wohnhaus                            | n.a.      | 5. September 1985 | 4088   | 2    |
| BW | House (Naumai)                   | Levin | 1 Winslow Place Karte                            | Wohnhaus                            | n.a.      | 5. September 1985 | 4089   | 2    |
| BW | House                            | Levin | 94 Winchester Street Karte                       | Wohnhaus                            | n.a.      | 5. September 1985 | 4090   | 2    |
| BW | St John’s Methodist Church       | Levin | 90 Cambridge Street Karte                        | Kirche, methodistische              | n.a.      | 5. September 1985 | 4091   | 2    |
| BW | Bank of Australasia (Former)     | Levin | 28 Queen Street West und 1 Bristol Street Karte  | Bankfiliale, ehemalige              | 1905      | 5. September 1985 | 4076   | 2    |
| | Horowhenua College Main Building | Levin | Weraroa Road                                     | Hauptgebäude des Horowhenua College | n.a.      | 5. September 1985 | 4078   | 2    |
| [[Vorlage:Bilderwunsch/code!/C:-40.551133,175.289227!/D:House [Relocated], 947 Koputaroa Road, ehemals 41 Bath Street!/\|BW]]   | House [Relocated]                | Levin | 947 Koputaroa Road, ehemals 41 Bath Street Karte | Wohnhaus                            | n.a.      | 5. September 1985 | 4079   | 2    |
| BW | House                            | Levin | 51 Bath Street Karte                             | Wohnhaus                            | n.a.      | 5. September 1985 | 4080   | 2    |
| BW | House (Railway)                  | Levin | 29 Keepa Street, Railway No. A 850 11/80 Karte   | Eisenbahnerwohnhaus                 | n.a.      | 5. September 1985 | 4081   | 2    |
| BW | House (Railway)                  | Levin | 31 Keepa Street, Railway No. A 851 8/80 Karte    | Eisenbahnerwohnhaus                 | n.a.      | 5. September 1985 | 4082   | 2    |
| BW | House                            | Levin | 4 Kent Street Karte                              | Wohnhaus                            | n.a.      | 5. September 1985 | 4083   | 2    |
| BW | House                            | Levin | 8 Roslyn Road Karte                              | Wohnhaus                            | n.a.      | 5. September 1985 | 4084   | 2    |
| BW | House                            | Levin | 1 Victoria Street Karte                          | Wohnhaus                            | n.a.      | 5. September 1985 | 4086   | 2    |
| BW | House                            | Levin | 120A Weraroa Road Karte                          | Wohnhaus                            | n.a.      | 5. September 1985 | 4088   | 2    |
| BW | House (Naumai)                   | Levin | 1 Winslow Place Karte                            | Wohnhaus                            | n.a.      | 5. September 1985 | 4089   | 2    |
| BW | House                            | Levin | 94 Winchester Street Karte                       | Wohnhaus                            | n.a.      | 5. September 1985 | 4090   | 2    |
| BW | St John’s Methodist Church       | Levin | 90 Cambridge Street Karte                        | Kirche, methodistische              | n.a.      | 5. September 1985 | 4091   | 2    |